# Kognitive Linguistik
Die Kognitive Linguistik (auch genannt Kognitionslinguistik) ist ein Teilbereich der Kognitionswissenschaft, der sich mit kognitiven Aspekten des Sprachverständnisses, der Sprachproduktion und des Spracherwerbs beschäftigt. Zu den Forschungsschwerpunkten der Kognitiven Linguistik zählen unter anderem Kategorisierung in natürlichen Sprachen (Prototypen, Polysemie, Metaphern), die Schnittstelle zwischen Syntax und Semantik, die Grundlegung der Sprache in Erfahrung und Wahrnehmung sowie das Verhältnis zwischen Sprache und Denken.
Die Kognitive Linguistik hat ihre Ursprünge in den 1980er Jahren als Gegenbewegung zur Generativen Grammatik nach Noam Chomsky. Vertreter der Kognitiven Linguistik kritisierten die formal orientierte Syntax und die Vernachlässigung der Semantik durch die Generativisten. Außerdem gehen die Vertreter der Kognitiven Linguistik im Gegensatz zu Chomsky davon aus, dass Sprache kein autonomes Modul des menschlichen Gehirns ist, sondern Teil allgemeiner kognitiver Fähigkeiten. Zu den bekanntesten Vertreter der Kognitiven Linguistik zählen George Lakoff, Leonard Talmy und Ronald Langacker.
Die Kognitive Linguistik basiert auf keiner geschlossenen Theorie in der Sprachwissenschaft, sondern vereinigt eine Vielzahl von Ansätzen.

## Grundannahmen der Kognitiven Linguistik
Vertreter der Kognitiven Linguistik gehen davon aus, dass die Struktur und das Erlernen von Sprache nur im Zusammenhang mit dem menschlichen Denken allgemein erklärt werden können. Sprache ist nach der Kognitiven Linguistik kein spezielles Modul im Hirn, sondern es besteht ein enger Zusammenhang zwischen Sprache und Denken. Die Kognitive Linguistik konzentriert sich deshalb auf den Zusammenhang zwischen Sprache und allgemeinen, nicht-sprachspezifischen kognitiven Prinzipien, wie z. B. Kategorisierung.
Die Kognitive Linguistik lehnt es ferner ab, Syntax als ein von der Semantik weitgehend unabhängiges Modul zu betrachten, wie es die Generative Grammatik tut. Stattdessen geht sie von einem engen Zusammenhang zwischen Syntax und Semantik aus. Deshalb ist ein Forschungsschwerpunkt der Kognitiven Linguistik die Semantik, speziell die Untersuchung sprachlicher Bedeutungen, die eng mit konzeptuellen Strukturen zusammenhängen. Zu den sprachlichen Phänomenen von besonderem Interesse zählen Metaphern und Metonymien. Die Kognitive Linguistik geht ferner davon aus, dass Bedeutungen zu einem großen Teil in der menschlichen Erfahrung verankert und kulturell bestimmt sind.
Auch beim Spracherwerb grenzen sich die Vertreter der Kognitiven Linguistik von den Generativisten ab, denn sie lehnen einen angeborenen, spezifischen Spracherwerbsmechanismus ab. Stattdessen gehen sie davon aus, dass der Spracherwerb auf der Basis allgemeiner kognitiver Fähigkeiten erfolgt, wie dies z. B. auch von Jean Piaget und seinen Nachfolgern vertreten wird.

## Geschichte der Kognitiven Linguistik
Als Anfänge der Kognitiven Linguistik werden in der Regel die 1980er Jahre genannt, das Jahrzehnt, in dem die folgenden grundlegenden Bücher veröffentlicht wurden: Women, Fire and Dangerous Things von George Lakoff, Foundations of Cognitive Grammar von Ronald Langacker und The Body in the Mind von Mark Johnson. 1989 folgte die Gründung der International Cognitive Linguistics Association, 1990 die Etablierung der Zeitschrift Cognitive Linguistics.
Die Ursprünge der Linguistik als kognitive Disziplin reichen jedoch weiter in die Vergangenheit zurück. Zusammenhänge zwischen Sprache und Kognition wurden bereits im 17. und 18. Jahrhundert durch John Locke, Gottfried Wilhelm Leibniz und Étienne Bonnot de Condillac thematisiert. In der ersten Hälfte des 20. Jahrhunderts sind vor allem die Arbeiten zu sprachlichen Universalien und die Sapir-Whorf-Hypothese und ihre Weiterentwicklungen als weitere wichtige Vorläufer der Kognitiven Linguistik zu nennen, auch wenn die Kognitive Linguistik die Ergebnisse dieser Arbeiten nicht uneingeschränkt übernimmt. Weitere wichtige Vorläufer sind Arbeiten von Brent Berlin und Paul Kay sowie Eleanor Rosch zu Farbkategorien. Allen diesen frühen Ansätzen ist gemeinsam, dass sie einen Zusammenhang zwischen Sprache und Kognition zu erforschen suchen. Ferner führten die in den 1950er Jahren aufkommende Kognitionswissenschaft und die Künstliche-Intelligenz-Forschung dazu, dass Forscher verschiedener Fachrichtungen sich Gedanken über die kognitive Struktur des menschlichen Gehirns und ihrer Verbindung zur Sprache machten.
Ein wichtiger Meilenstein im 20. Jahrhundert war Chomskys Einordnung der Linguistik als Teil der Kognitionswissenschaft („kognitive Wende“). So kritisiert er Ansätze, die sich mit sprachlichen Daten beschäftigen, ohne sie in Beziehung zum menschlichen Geist bzw. zum menschlichen Gehirn zu setzen. Chomskys mentalistische Sprachtheorie rückte damit die Erforschung von Sprache und Geist in den Mittelpunkt sprachwissenschaftlicher Forschungen und kann damit auch als Vorläufer der kognitivistischen Ansätze in der Linguistik gelten, auch wenn sich die heutigen Vertreter der Kognitiven Linguistik ausdrücklich von ihm distanzieren.
Die eigentliche Kognitive Linguistik oder Kognitive Grammatik begann mit den Forschungen Langackers und Lakoffs in den 1980er Jahren. Ihre Forschungen bauten auf der lexikalischen Variante der Generativen Semantik Charles J. Fillmores aus den 70er Jahren auf und firmieren seit den 90er Jahren unter dem Namen Kognitive Linguistik (engl. Cognitive Linguistics). Die Kognitive Linguistik entstand als Gegenbewegung zur Generativen Grammatik Chomskys. Zu den wichtigsten Ansätzen zählen die Arbeiten zu Metaphern von Lakoff, die Raum- und Prozess-Semantik von Leonard Talmy, die Kognitive Grammatik von Ronald Langacker sowie die Konstruktionsgrammatik.
Neuere Entwicklungen sind u. a. Versuche, neben den bisherigen bevorzugt semantischen und grammatischen Ansätzen auch eine Kognitive Phonologie zu entwickeln. Erkenntnisse aus der Kognitiven Linguistik werden zunehmend auch als Möglichkeiten der Analyse literarischer Texte akzeptiert. So hat etwa die kognitive Poetik von Peter Stockwell einen wichtigen Beitrag zur modernen Stilistik geleistet.

## Kognitive Linguistik und Generative Grammatik
Abhängig davon, wie Kognitive Linguistik beschrieben wird, zählt die Generative Grammatik nach Noam Chomsky entweder als Teilströmung zur Kognitiven Linguistik, oder die Kognitive Linguistik wird als Gegenströmung zur Generativen Grammatik definiert.
Einige Publikationen machen z. B. eine Unterscheidung zwischen einem modularen und holistischen Ansatz der Kognitiven Linguistik. Chomskys Generative Linguistik wird als modularer Ansatz der Kognitiven Linguistik gesehen: Sprache ist hier zwar ein wichtiger Teilbereich der Kognition, ist aber ein eigenständiges Modul in der Informationsverarbeitung. Im holistischen Ansatz der Kognitiven Linguistik wird ein eigenständiges sprachliches Modul ausdrücklich verneint, sondern die Sprache und Sprachentwicklung basiert auf allgemeinen kognitiven Prinzipien. Um den (holistischen) Ansatz in der Folge von Arbeiten Lakoff, Langacker und Talmy von anderen kognitivistischen Ansätzen zu unterscheiden, werden auch die Schreibweisen Kognitive Linguistik (engl. Cognitive Linguistics) vs. kognitive Linguistik (engl. cognitive linguistics) verwendet.
Viele Einführungen in die Kognitive Linguistik konzentrieren sich ausschließlich auf den holistischen Ansatz und definieren die Kognitive Linguistik als Gegenbewegung zur Generativen Linguistik.  Gleiches gilt für die Definitionen der Kognitiven Linguistik der Deutschen Gesellschaft für Kognitive Linguistik und der International Cognitive Linguistics Association.

## Forschungsinhalte der Kognitiven Linguistik
Die kognitive Linguistik lässt sich in die Teilgebiete Kognitive Semantik, Kognitive Grammatik und Kognitive Phonologie aufgliedern.

### Kognitive Semantik
Die Kognitive Semantik befasst sich z. B. mit Fragen, wie die Kategorisierung, ein fundamentales kognitives Vermögen, und die Sprache sich beeinflussen. Bei dem Thema Kategorisierung kann die Kognitive Semantik auf Ergebnisse aus der kognitiven Psychologie zu sprachlichen Universalien und zur Prototypensemantik zurückgreifen. Eine beispielhafte Studie in der Kognitiven Semantik ist die Analyse der Präposition over durch Claudia Brugman, die zeigen konnte, dass die Präposition over polysem ist, aber dass die verschiedenen Bedeutungen der Präposition sich mehr oder weniger um eine prototypische Bedeutung anordnen lassen.
Zentrale Themen in der Kognitiven Semantik, die George Lakoff und der Philosoph Mark Johnson etabliert haben, sind die Analyse von Metaphern und Metonymien. Die Beschäftigung mit Metaphern ist durch die Grundannahme motiviert, dass Metaphern helfen, um schwerer verständliche Konzepte und Erfahrungen auf leichter verständliche, körperlich erfahrbare Konzepte und Erfahrungen abzubilden. Beispiele für solche Metaphern sind etwa Argument is war (dt. Argumentieren/Streiten ist Krieg) oder Zeit ist Geld.
Weitere Ansätze in der Kognitiven Semantik sind die Frame-Semantik von Fillmore und die Raum- und Prozess-Semantik von Talmy.

### Kognitive Grammatik und Konstruktionsgrammatik
Die wichtigsten kognitivistisch orientierten grammatischen Theorien sind die Kognitive Grammatik von Ronald Langacker und die Konstruktionsgrammatik, wie sie z. B. von den Linguisten Charles J. Fillmore und Paul Kay sowie Adele Goldberg vertreten wird. In Konstruktionsgrammatiken ist die Basiseinheit eine „Konstruktion“, die syntaktische, morphologische und phonologische Information mit semantischen und pragmatischen Restriktionen kombiniert. Im Gegensatz zur Generativen Grammatik, in der Syntax ein formales, unabhängig von der Semantik funktionierendes Modul ist, sind Konstruktionsgrammatiken immer mit Bezug zur Semantik. In Konstruktionsgrammatiken ist der Übergang zwischen lexikalischer Information und Syntax fließend – Konstruktionen rangieren auf einem Kontinuum zwischen Idiomen, formelhaften Ausdrücken und auf dem anderen Ende frei formulierten Sätzen unterschiedlicher Komplexität.
Ähnlich wie die Vertreter der Konstruktionsgrammatik geht Langacker davon aus, dass menschliche Sprachen inklusive ihrer Grammatiken inhärent symbolischer Natur sind, das heißt, dass sie aus phonologischen und semantischen Einheiten sowie Verknüpfungen zwischen diesen bestehen. Weiterhin geht Langacker davon aus, dass sprachliche Strukturen durch allgemeine kognitive Prozesse motiviert sind.

### Kognitive Phonologie
Durch die Konzentration auf die Semantik ist die Phonologie ein relativ vernachlässigtes Feld in der Kognitiven Linguistik. Es gibt jedoch einige Bemühungen, Prinzipien aus der Kognitiven Grammatik auch für die Phonologie zu nutzen, etwa die Verwendung des Schema-Begriffs zur Beschreibung der Verteilung von Allophonen im Englischen oder der Valenzbegriff zur Beschreibung des Silbenaufbaus.

## Ausblick
Ein Anspruch der Kognitiven Linguistik ist, ihre Erkenntnisse mit den Ergebnissen aus der Psycho- und Neurolinguistik zu verknüpfen und ihre Theorien durch Verhaltensexperimente (Psycholinguistik) und bildgebende Verfahren am Gehirn zu belegen. So wird unter anderem reklamiert, dass linguistische Strukturen Gehirnstrukturen reflektieren. Eine Verknüpfung von Ergebnissen der Kognitiven Linguistik mit Erkenntnissen aus der kognitiven Psychologie und der Neurolinguistik wurde in der Anfangszeit nur in Ansätzen eingelöst, denn die Studien der 1980er und 1990er Jahre verwendeten hauptsächlich die sprachliche Intuition des Muttersprachlers (Introspektion) als Quelle für sprachliche Beispiele, ohne eine Nutzung psycholinguistischer oder neurolinguistischer Verfahren. Seit den 2000er Jahren nehmen aber die Zahl der Studien zu, die auf empirische Methoden und Ergebnisse zurückgreifen, darunter korpuslinguistische Analysen, psycholinguistische Experimente, die Reaktionen und Reaktionszeiten zu sprachlichem Input messen, sowie bildgebende Verfahren wie Magnetresonanztomographie.

### Einführungen
- Antonio Barcelona, Javier Valenzuela: An overview of cognitive linguistics. In: Mario Brdar (Hrsg.): Cognitive Linguistics: Convergence and Expansion. Benjamins, Amsterdam 2011, ISBN 978-90-272-2386-9, S. 17–44.
- Vyvyan Evans, Melanie Green: Cognitive Linguistics: An Introduction. Edinburgh University Press, Edinburgh 2006, ISBN 0-7486-1832-5.
- Gert Rickheit, Sabine Weiss, Hans-Jürgen Eikmeyer: Kognitive Linguistik. Theorien, Modelle, Methoden. UTB, Tübingen 2010, ISBN 978-3-8252-3408-9.
- Hans-Jörg Schmid, Friedrich Unger: Cognitive linguistics. In: James Simpson: The Routledge Handbook of Applied Linguistics. Routledge, London / New York 2011, ISBN 978-0-415-49067-2, S. 611–624.
- Monika Schwarz: Einführung in die Kognitive Linguistik, 3. Auflage, A. Francke, Tübingen/Basel 2008, ISBN 978-3-8252-1636-8.
- Martin Thiering: Kognitive Semantik und Kognitive Anthropologie. Eine Einführung. De Gruyter Studium 2018, ISBN 978-3-11-044515-2.
- Wolfgang Wildgen: Kognitive Grammatik. Walter de Gruyter, Berlin/New York 2008, ISBN 978-3-11-019600-9.

### Sammelbände
- Dirk Geeraerts (Hrsg.): Cognitive Linguistics: Basic Readings. Mouton de Gruyter, Berlin 2006, ISBN 978-3-11-019085-4.
- Dirk Geeraerts (Hrsg.): The Oxford Handbook of Cognitive Linguistics. Oxford University Press, Oxford 2010, ISBN 978-0-19-973863-2.
- Jeanette Littlemore und John R. Taylor (Hrsg.): The Bloomsbury Companion to Cognitive Linguistics. Bloomsbury Academic, London/New York, 2014. ISBN 978-1-4411-9509-8.

### Zentrale Werke der Kognitiven Linguistik (Auswahl)
- Adele E. Goldberg: Constructions: A Construction Grammar Approach to Argument Structure. University of Chicago Press, Chicago 1995, ISBN 978-0-226-30085-6.
- George Lakoff: Women, Fire, and Dangerous Things. University of Chicago Press, Chicago 1987, ISBN 978-0-226-46803-7.
- George Lakoff, Mark Johnson: Metaphors We Live By. University of Chicago Press, Chicago 1980, ISBN 978-0-226-46801-3. (dt. Leben in Metaphern : Konstruktion und Gebrauch von Sprachbildern. Aus d. Amerikan. übers. von Astrid Hildenbrand. Carl-Auer-Systeme Verlag, Heidelberg 1998, ISBN 978-3-89670-108-4.)
- Ronald W. Langacker: Foundations of Cognitive Grammar: Theoretical Prerequisities. Stanford University Press, Stanford 1987, ISBN 978-0-8047-1261-3.